# NGC 7122
NGC 7122 é uma estrela dupla na direção da constelação de Capricornus. O objeto foi descoberto pelo astrônomo Edward Joshua Cooper  em 1854, usando um telescópio refrator com abertura de 13,5 polegadas. 